# Taça dos Campeões de Futebol
A Taça dos Campeões é um torneio amistoso de futebol, que teve sua primeira edição no ano de 2019. O Torneio foi disputado entre o Sport Club do Recife e o Centro Sportivo Alagoano, sendo o formato da disputa em dois jogos.
O primeiro jogo foi realizado no dia 30 de junho de 2019 na Ilha do Retiro, em Recife, sendo vencido pelo Sport por 3 a 1. A partida de volta foi realizada no Estádio Rei Pelé, em Maceió, havendo empate pelo placar de 2 a 2. Com isso, o Sport Recife sagrou-se campeão do torneio. 
A Taça dos Campeões ocorreu durante a parada para a realização da Copa América no Brasil, sendo importante também para dar ritmo de jogo aos atletas das equipes que disputaram. 
1. ↑  «Sport empata com o CSA e ganha a Taça dos Campeões». Radio Jornal. Consultado em 15 de julho de 2019
2. ↑  «Taça dos Campeões: entenda regulamento dos amistosos entre Sport e CSA». Globoesporte. Consultado em 15 de julho de 2019